# الکسی گراسیموف (بازیکن فوتبال)
الکسی گراسیموف (روسی: Алексей Алексеевич Герасимов؛ زادهٔ ۱۵ آوریل ۱۹۹۳) بازیکن فوتبال اهل قزاقستان است.
از باشگاه‌هایی که در آن بازی کرده‌است می‌توان به باشگاه فوتبال اورال یکاترینبورگ و باشگاه فوتبال زسکا خاباروفسک اشاره کرد.